# کیزلیار برندی
کیزلیار برندی (انگلیسی: Kizlyar Brandy) شرکت دولتی صنایع غذایی روسی است، که در سال ۱۸۸۵ توسط دیوید ساراجیشویلی تأسیس شد.